# Porte-à-faux
Une installation ou système est dit en porte-à-faux lorsqu'un élément est soutenu par une partie qui est elle-même au-dessus du vide, sans support immédiat en dessous de l'élément en « porte-à-faux ». En ingénierie structurelle, en architecture, dans l'aéronautique et plusieurs autres domaines techniques, on utilise également le synonyme cantilever emprunté à l'anglais. Dans le langage courant, dire d'une installation qu'elle est en porte-à-faux évoque un risque de déséquilibre ou de rupture si elle est trop chargée puisqu'elle repose sur la solidité des supports qui la retiennent et que l'ensemble de l'installation n'est pas à l’aplomb de son point d’appui.

## En architecture
Le porte-à-faux est également le nom architectural donné au départ d'une partie supérieure d'un bâtiment par rapport à sa base. L'un des plus importants porte-à-faux architecturaux à ce jour[Quand ?] (45 mètres) est celui du Palais de la culture et des congrès de Lucerne (Kultur und Kongresshaus), réalisé par Jean Nouvel en 1999.

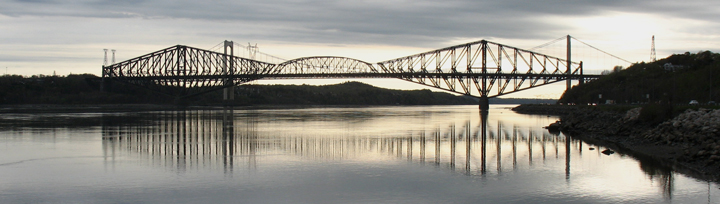
Le pont de Québec (et le Pont Pierre-Laporte en arrière-plan) surplombant le fleuve Saint-Laurent entre Québec et Lévis.
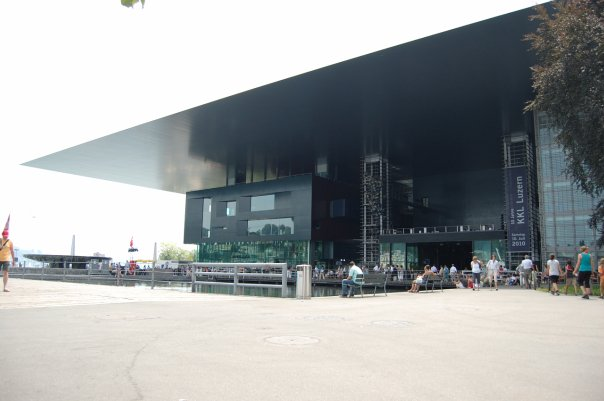
Le palais des congrès de Lucerne (Suisse).
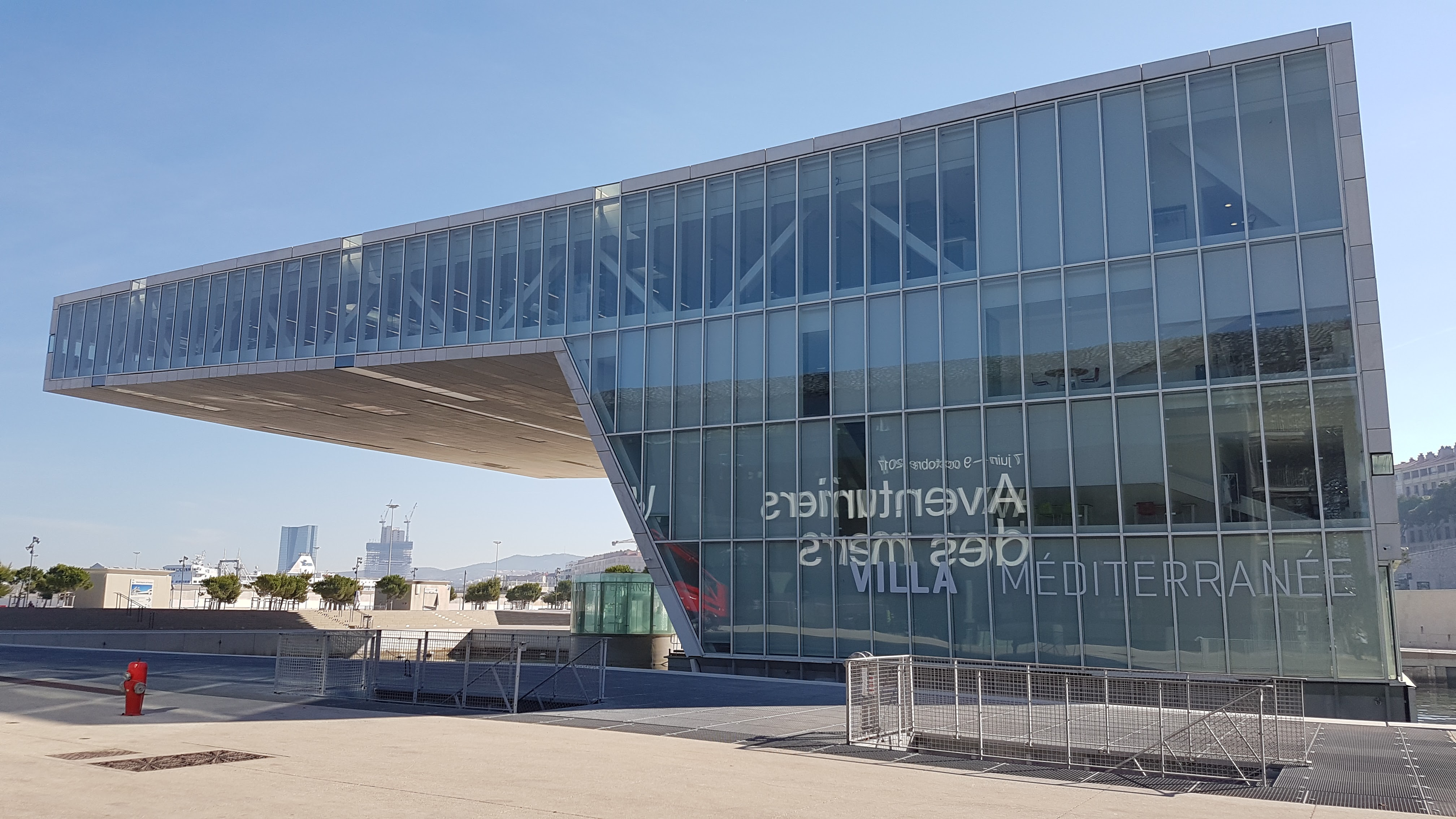
La Villa Méditerranée à Marseille (France).

## En ingénierie
En ingénierie, on utilise aussi le terme anglais cantilever.
Une poutre dite cantilever est une poutre rendue isostatique au moyen d'articulations. Plus généralement, un pont en porte-à-faux est constitué de consoles prolongeant une travée ou encastrées sur pile et de travées indépendantes s'appuyant sur ces consoles. Le pont à poutres cantilever ayant la portée libre la plus grande au monde est le pont de Québec et non, comme on le croit parfois, le pont du Forth, en Écosse. La longueur totale de ce dernier est plus grande, mais il est en fait composé de deux ponts cantilever mis bout à bout.
En aéronautique, on appelle une « aile cantilever », un système de voilure développé vers le milieu des années 1910 selon un principe permettant d'éviter les haubans (générateurs de traînée perturbatrice) auxquels la voilure des premiers avions était suspendue. L'un des premiers à avoir mis au point ce principe était Levavasseur sur son avion Antoinette monobloc.
Un vilebrequin en porte-à-faux est un vilebrequin asymétrique et tourne sur un seul palier, le maneton n'ayant qu'une masse d'équilibrage. On trouve ce montage sur des moteurs de faible puissance, comme le Vélosolex, le Cady de Motobécane ou certains Kreidler.

### Applications aux deux-roues

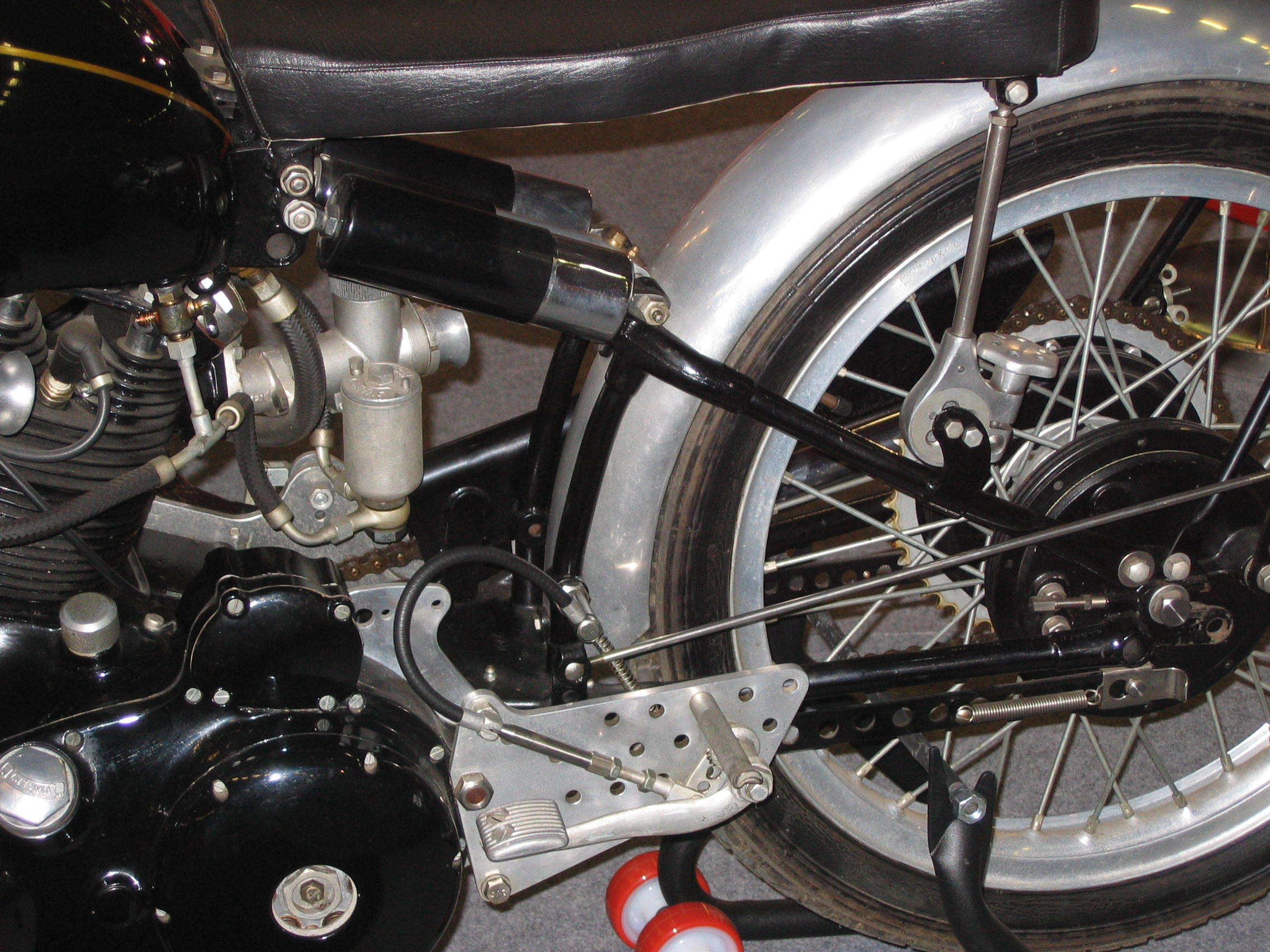
Porte-à-faux sur une Vincent HRD 1000.

En 1949, Vincent HRD sort une moto de 500 cm3 dont les amortisseurs arrière sont situés devant la selle, grâce à un système de renvoi. Principe qui sera étendu à la 1 000 cm3.
Lucien Tilkens aurait présenté au Grand Prix moto de Belgique la première moto de cross munie d'un cadre équipé d'une suspension à cantilever. Son pilote Håkan Andersson remporta la course en 250 cm3.
Le principe est repris par Yamaha dès 1973 sur la YZ 250 d'usine qui remporte le titre. En 1975, les motos « client » en bénéficient et le procédé est adopté en Grand Prix. En 1976, la Yamaha 125 DTMX le vulgarise. Cette suspension, qui oblige à trianguler le bras oscillant, rend celui-ci plus rigide. Elle reporte ensuite les efforts de la suspension arrière sur l'épine dorsale du cadre, zone rigide par définition. On peut alléger la partie arrière du cadre, qui ne supporte plus que le poids du pilote. Comparativement à des amortisseurs verticaux montés en bout de bras oscillant, le cantilever permet un débattement plus important, à course de suspension égale (grâce à l'effet levier, le « lever » de cantilever), ce qui favorise la qualité de l'amortissement. Il a ensuite été remplacé par les suspensions à basculeurs qui permettent un placement différent de l'amortisseur arrière, tout en conservant une grande démultiplication. Ce système a été remis au goût du jour en 2006 par la Kawasaki Er-6.
En cyclisme, le frein cantilever est un type de freins caractérisé par l'arrivée du câble à la verticale de la roue. Celui-ci tire sur un autre câble qui rapproche les patins (plutôt longs dans ce type de freins) de la jante.

## En odontologie
Un cantilever ou « pont en extension » est une réalisation prothétique dentaire de type fixée qui remplace une dent absente en réalisant sur une dent adjacente une prothèse double, en extension. Il est généralement associé à un pont de plus grande étendue afin que les contraintes exercées sur la dent pilier ne soient pas trop déséquilibrées.
De plus en plus rare du fait d'une fiabilité aléatoire, cet artifice était utilisé à des fins plus esthétiques que fonctionnelles.

## En logistique
Le cantilever désigne un type de rayonnage capable de stocker des charges très longues et encombrantes, telles que des planches, plaques, tubes, barres, etc. Très répandu dans les entrepôts et hangars logistiques, on le retrouve également dans certains magasins de grande distribution de bricolage.
Les chariots élévateurs à fourche frontale, nécessitant le permis CACES 3, sont appelés chariots en porte-à-faux du fait du déséquilibre possible à l'avant (la charge, palettisée le plus souvent, pouvant amener le chariot à se déséquilibrer).

## En construction automobile

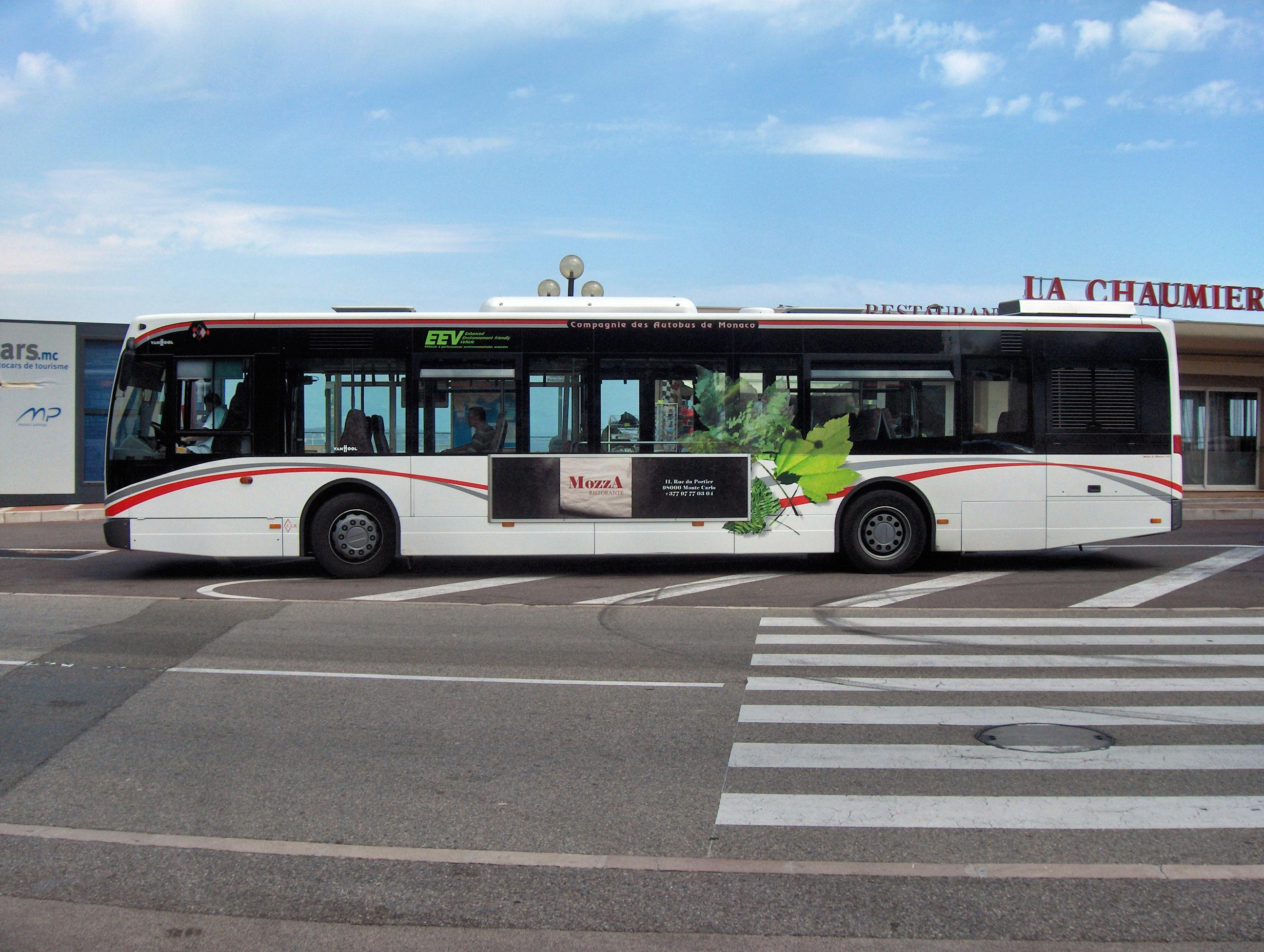
Les porte-à-faux avant et arrière sont particulièrement longs sur les véhicules de type autobus et autocar.

Dans l'automobile, le porte-à-faux désigne une partie de carrosserie située entre l'une des extrémités d’un véhicule et l’axe des roues qui est le plus proche de cette extrémité.

## En microscopie
Le cantilever désigne le levier flexible du microscope à force atomique.